# Paul Köttgen
Paul Köttgen (* 14. März 1881 in Elberfeld; † 15. Mai 1956 in Gießen) war ein deutscher Bodenkundler.

## Leben und Wirken
Paul Köttgen, Sohn eines Kaufmanns, studierte von 1905 bis 1908 Landwirtschaft in Bonn und Kiel. In Bonn wurde er Mitglied des Corps Agraria. Nach dem Diplomexamen war er zunächst als Landwirtschaftslehrer tätig und führte dann im Auftrag des Preußischen Landwirtschaftsministeriums geologisch-agronomische Kartierungen durch. 1918 wurde er bei Paul Gisevius an der Universität Gießen mit einer agrargeographischen Dissertation zum Dr. phil promoviert.
1922 erhielt Köttgen in Gießen die Venia legendi für das Fachgebiet „Geologische Bodenkunde“ und ein Jahr später einen Lehrauftrag für forstliche Bodenkunde. Die von ihm 1928 errichtete Abteilung für Bodenlehre des Gießener Forstinstituts wurde 1938 mit der Auflösung der Forsteinrichtungen an der Universität Gießen der „Landwirtschaftlichen Institutsgruppe“ der Philosophischen Fakultät als Institut für Bodenkunde angegliedert. Dieses Institut leitete Köttgen, der 1940 zum beamteten außerordentlichen Professor ernannt worden war, bis zu seiner Emeritierung im Jahre 1949.
Köttgen war ein praxiserfahrener Wissenschaftler auf dem Gesamtgebiet der forstlichen und landwirtschaftlichen Bodenkunde. Eine von ihm entwickelte Methode zur Bestimmung der Korngrößenverteilung in Böden wurde in vielen Forschungsinstituten angewendet. Sein Hauptinteresse galt der chemischen Bodenanalyse und der Nährstoffdynamik der Böden. Wissenschaftshistorisch beachtenswert ist seine 1932 publizierter Studie über die Ermittlung der Düngebedürftigkeit der Kulturböden im Wandel der Zeiten. Von 1950 bis 1953 war Köttgen Vorsitzender der Kommission für Bodenphysik der Deutschen Bodenkundlichen Gesellschaft.

## Schriften
- Agronomische Studien im Niederbergischen Lande. Arbeiten der Deutschen Landwirtschafts-Gesellschaft H. 290, 1917. - Zugl. Diss. phil. Univ. Gießen 1918.
- Die Feststellung der Düngebedürftigkeit des Kulturbodens von den ersten Anfängen des Ackerbaues bis zur Gegenwart. In: Nachrichten der Gießener Hochschulgesellschaft Bd. 9, 1932, H. 2, S. 47–65.